# Townsville Crocodiles
I Townsville Crocodiles sono stati una società cestistica avente sede a Townsville, in Australia. Fondati nel 1993 come Townsville Suns, nel 1999 assunsero la denominazione attuale. Hanno giocato nella National Basketball League.
Disputavano le partite interne nel Townsville Entertainment and Convention Centre, che ha una capacità di 5.200 spettatori.